# ديغولية

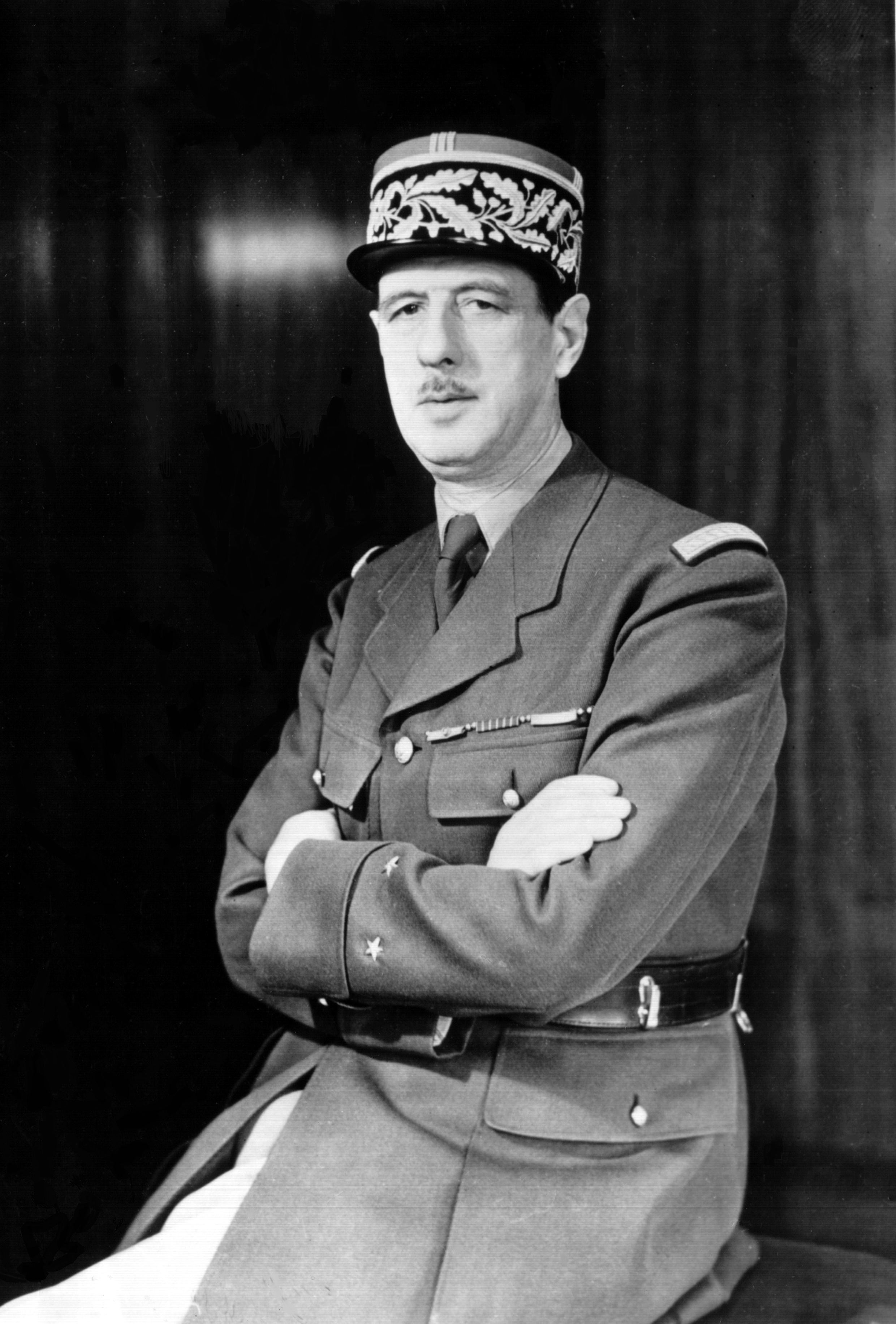
شارل ديغول في زيه العسكري.

الديغولية هي موقف سياسي فرنسي يقوم على فكر وعمل زعيم المقاومة الفرنسية في الحرب العالمية الثانية شارل ديغول والذي أصبح فيما بعد الرئيس المؤسس للجمهورية الفرنسية الخامسة. سحب ديغول القوات الفرنسية من الهيكل القيادي لحلف شمال الأطلسي وفرض سحب قواعد قوات الحلفاء من فرنسا وشرع الاستراتيجية النووية المستقلة الخاصة بفرنسا والتي سميت القوة الضاربة الفرنسية (أو قوة الردع). كانت تحركاته مبنية على اعتقاده وقوله بأن فرنسا لن تكون تابعة لأي دولة أخرى.
وفقًا لسيرجي بيرشتاين فالديغولية ليست عقيدة أو أيديولوجيا سياسية ولا يمكن اعتبارها يسارية أو يمينية. ولكن بالنظر إلى تطورها التاريخي فهي مثال براغماتي عن السلطة المليئة بالتناقصات أو التنازلات وفقًا للضرورة اللحظية، حتى  لو أعطى إلحاح كلمة عامّة الإغراء للديغولية أن تكون برنامجًا يبدو متجذرًا ومُدركًا بصورة كاملة. الديغولية هي ظاهرة فرنسية غير مألوفة، ودون شك الظاهرة السياسية الفرنسية الجوهرية للقرن العشرين.
يجادل لورنس دي كريتسمان بأنه يمكن اعتبار الديغولية شكلًا من أشكال الوطنية الفرنسية في تقليد جول ميشليه. يكتب: «انحازت الديغولية في طيفها السياسي مع اليمين، ومع ذلك فقد التزمت بالقيم الجمهوريانية للثورة، ونأت بنفسها عن الطموحات الشخصية لليمين التقليدي وأسبابه المعادية للأجانب». علاوةً على ذلك، «اعتبرت الديغولية أن مهمتها هي تأكيد السيادة الوطنية والوحدة، وهو ما كان يتعارض تمامًا مع الانقسام الذي أفضى إليه الالتزام اليساري بالصراع الطبقي».
كانت الديغولية تُعتبر على أنها قومية. في أوائل فترة ما بعد الحرب العالمية الثانية، دعا الديغوليون إلى إبقاء الإمبراطورية الفرنسية. غير ديغول موقفه من الإمبراطورية في منتصف الخمسينيات من القرن الماضي، إذ اقترح ترتيبات فيدرالية محتملة فيما يتعلق بتقرير المصير والعضوية في المجتمع الفرنسي.

## التاريخ
كتب بيرشتاين أن الديغولية قد تقدمت على عدة مراحل:
- حدثت المرحلة الأولى (1940-45) خلال الحرب العالمية الثانية. تحددت الديغولية في هذه الفترة من خلال أولئك الفرنسيين الذين رفضوا هدنة 22 يونيو 1940 مع ألمانيا النازية وتعاونوا مع فيشي بقيادة فيليب بيتان، وانضموا إلى الجنرال شارل ديغول وقوات فرنسا الحرة التي سعت لإعادة فرنسا إلى الحرب على جانب الحلفاء.
- في المرحلة الثانية (1946-1958)، كانت الديغولية نوعًا من المعارضة ضد الجمهورية الفرنسية الرابعة. تحدى الديغوليون في هذه الفترة الحكومة البرلمانية غير المستقرة للجمهورية الرابعة ودعوا إلى استبدالها بـ «نظام رئاسي برئيس جمهورية يتمتع بسلطات دستورية بارزة».
- في المرحلة الثالثة (1958-1969)، «كانت الديغولية عبارة عن الدعم المقدم لسياسة الجنرال بعد عودته إلى السلطة في عام 1958 وشغله منصب رئيس الجمهورية الخامسة المتشكلة حديثًا من عام 1959 حتى استقالته في عام 1969».[1]

منذ عام 1969، وُظفت الديغولية لوصف أولئك الذين تحددوا على أنهم حاملي إرث ديغول. صليب اللورين، الذي استخدمته قوات المقاومة من قوات فرنسا الحرة (1940-1944) خلال الحرب العالمية الثانية، كان بمثابة رمز للعديد من الأحزاب والحركات الديغولية، بما في ذلك تجمع الشعب الفرنسي (1947-1955)، الاتحاد للجمهورية الحديثة (1958-1967) أو التجمع من أجل الجمهورية (1976-2002).